# Neighbours
Neighbours foi uma telenovela australiana criada por Reg Watson, transmitida de 1985 a 29 de julho de 2022.
Tornou-se a soap opera de maior duração na história da televisão australiana, seguida por Home and Away.

## Enredo
A série centrava-se primeiramente em torno dos moradores de Ramsay Street, uma pequena rua sem saída, em um subúrbio de Melbourne, e suas áreas vizinhas, localizadas no bairro ficional de Lassiter. Durante as suas primeiras temporadas a série se focou no quotidiano de três famílias que residiam na Ramsey Street,

Logotipo antigo de Neighbours utilizada do ano 2007 até 2014.

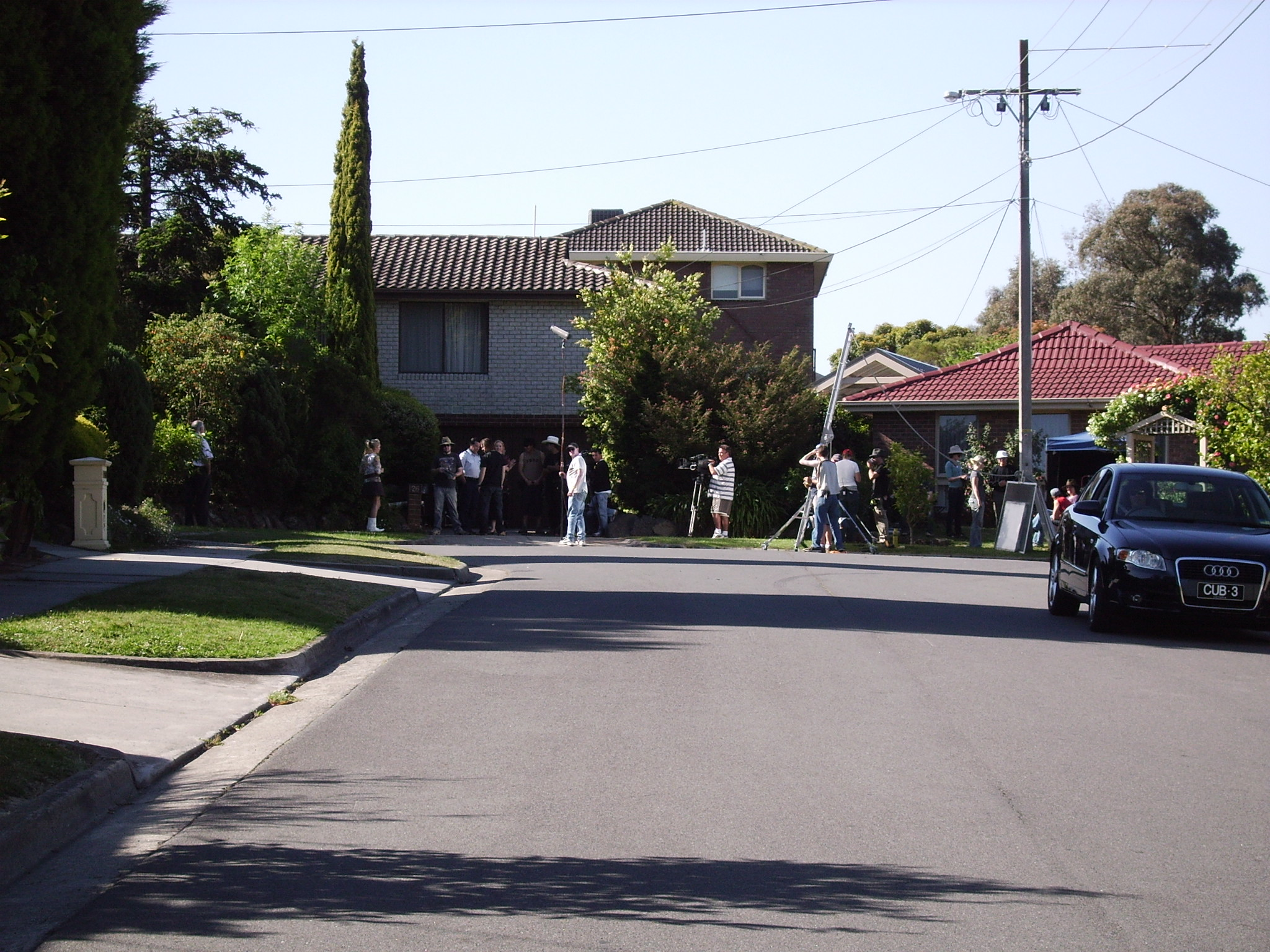
Vermont South, Vitória, local de filmagem utilizada para representar a fictícia Ramsay Street no programa.

## Elenco

### Personagens atuais
| Personagem           | Ator/Atriz         | Ano                  |
| -------------------- | ------------------ | -------------------- |
| Paul Robinson        | Stefan Dennis      | 1985–92, 1993, 2004– |
| Lou Carpenter        | Tom Oliver         | 1988, 1992–          |
| Brad Willis          | Kip Gamblin        | 1989, 1991–93, 2013– |
| Brad Willis          | Scott Michaelson   | 1989, 1991–93, 2013– |
| Brad Willis          | Benjamin Mitchell  | 1989, 1991–93, 2013– |
| Lauren Carpenter     | Kate Kendall       | 1993–94, 2013–       |
| Lauren Carpenter     | Sarah Vandenbergh  | 1993–94, 2013–       |
| Karl Kennedy         | Alan Fletcher      | 1994–                |
| Susan Kennedy        | Jackie Woodburne   | 1994–                |
| Toadfish Rebecchi    | Ryan Moloney       | 1995–                |
| Kyle Canning         | Chris Milligan     | 2008–                |
| Sonya Mitchell       | Eve Morey          | 2009–                |
| Mark Brennan         | Scott McGregor     | 2010–11, 2013–       |
| Bossy                | Bossy              | 2012–                |
| Sheila Canning       | Colette Mann       | 2012–                |
| Nell Rebecchi        | Scarlett Anderson  | 2013–                |
| Amber Turner         | Jenna Rosenow      | 2013–                |
| Terese Willis        | Rebekah Elmaloglou | 2013–                |
| Josh Willis          | Harley Bonner      | 2013–                |
| Imogen Willis        | Ariel Kaplan       | 2013–                |
| Naomi Canning        | Morgana O'Reilly   | 2014–                |
| Daniel Robinson      | Tim Phillipps      | 2014–                |
| Paige Smith          | Olympia Valance    | 2014–                |
| Nate Kinski          | Meyne Wyatt        | 2014–                |
| Tyler Brennan        | Travis Burns       | 2015–                |
| Mackenzie Hargreaves | Georgie Stone      | 2019–                |

### Personagens recorrentes
| Personagem     | Ator/Atriz          | Ano               |
| -------------- | ------------------- | ----------------- |
| Sue Parker     | Kate Gorman         | 1986–87, 2014–    |
| Amy Williams   | Zoe Cramond         | 1988, 1992, 2015– |
| Amy Williams   | Sheridan Compagnino | 1988, 1992, 2015– |
| Amy Williams   | Nicolette Minster   | 1988, 1992, 2015– |
| Ian McKay      | Steve Carroll       | 2011–13, 2015–    |
| Glen Darby     | Luke Jacka          | 2012–             |
| Jayden Warley  | Khan Oxenham        | 2013–             |
| Michelle Kim   | Ra Chapman          | 2015              |
| Joey Dimato    | Steven Sammut       | 2015              |
| Alistair Hall  | Nick Cain           | 2015              |
| Forrest Jones  | Nicholas Gunn       | 2015              |
| Jimmy Williams | Darcy Tadich        | 2015–             |
| Aaron Brennan  | Matt Wilson         | 2015–             |

### Personagens anteriores
| Personagem        | Ator/Atriz        | Ano       |
| ----------------- | ----------------- | --------- |
| Charlene Robinson | Kylie Minogue     | 1986–88   |
| Beth Willis       | Natalie Imbruglia | 1993–94   |
| Daphne            | Elaine Smith      | 1985–88   |
| Scott Robinson    | Jason Donovan     | 1986–1989 |

## Exibição
| País           | Emissora               | Título      | Ano de estreia            |
| -------------- | ---------------------- | ----------- | ------------------------- |
| Austrália      | Seven Network          | Neighbours  | 1985                      |
| Austrália      | Network Ten            | Neighbours  | 1986-2010                 |
| Austrália      | Eleven                 | Neighbours  | 2011-2022                 |
| Nova Zelândia  | TV2                    | Neighbours  | 1988-1997                 |
| Nova Zelândia  | TV2                    | Neighbours  | 2002-2022                 |
| Nova Zelândia  | C4                     | Neighbours  | 1997-2002                 |
| Irlanda        | RTÉ Television         | Neighbours  |                           |
| Bélgica        | één                    | Neighbours  |                           |
| Quênia         | KTN                    | Neighbours  |                           |
| Barbados       | CBC8                   | Neighbours  |                           |
| Islândia       | Stöð 2                 |             |                           |
| Noruega        | TV3                    | Naboer      | Década de 1990 até 2008   |
| Noruega        | NRK3                   | Naboer      | 2008-2009                 |
| Noruega        | TV2                    | Naboer      | 2014-2022                 |
| Suécia         | TV4                    | Grannar     | 2009-2022                 |
| Suécia         | TV4 Plus (agora Sjuan) | Grannar     | 2007                      |
| Vietname       | VBC                    | Neighbours  | 2010-2022                 |
| Canadá         | CFMT-DT                | Neighbours  | 1990-1994                 |
| Estados Unidos | Hulu                   | Neighbours  | 2013-2022                 |
| Estados Unidos | Oxygen                 | Neighbours  | 2004                      |
| Dinamarca      | DR1                    | Neighbours  | desde 14 de julho de 2013 |
| Alemanha       | Sat.1                  | Nachbarn    | 1989-1995                 |
| Reino Unido    | Channel 5              | Neighbours  |                           |
| França         | France 2               | Les Voisins | 1989-2022                 |
| Finlândia      | AVA                    | Naapurit    | 2008-2022                 |
| Estados Unidos | KCOP-TV                | Neighbours  | 1991                      |
| Estados Unidos | WWOR-TV                | Neighbours  | 1991                      |
| Estados Unidos | Oxygen                 | Neighbours  | 2004                      |
| Estados Unidos | Hulu                   | Neighbours  | 2014                      |
| Portugal       | RTP1                   | Vizinhos    | 1989-1996                 |